# Keegan Palmer
Keegan Palmer, né le 12 mars 2003 à San Diego, est un skateur australien né aux États-Unis plutôt spécialisé en park. Son père est australien et sa mère sud-africaine et ils ont déménagé assez vite dans le Queensland et Keegan est devenu skateur professionnel à 14 ans. 
En 2019, Palmer a terminé quatrième aux championnats du monde de skateboard de park à São Paulo, au Brésil. En 2020, Palmer remporte le championnat national et obtient sa qualification pour les Jeux olympiques d'été de Tokyo 2020. Le 5 août 2021, Palmer remporte à 18 ans la médaille d'or dans l'épreuve de skateboard de park : bien qu'étant déjà assuré de remporter la compétition avec 7,9 points d'avance sur son plus proche rival Pedro Barros, Palmer réalise son dernier run en améliorant son score initial de 94,04 (de sa première manche) à 95,83 (sur sa troisième et dernière manche). 